# Araneus gibber
Araneus gibber är en spindelart som först beskrevs av O. Pickard-Cambridge 1885.  Araneus gibber ingår i släktet Araneus och familjen hjulspindlar. Inga underarter finns listade i Catalogue of Life.